# Electronika 60
L'Electronika 60 (en rus Электроника 60) és un ordinador soviètica desenvolupat a Vorónej. Es va traduir en un clon del DEC PDP-11. La unitat lògica principal es troba a la targeta CPU M2. Amb un d'aquests ordinadors Alekséi Pázhitnov va desenvolupar la versió original de Tetris cap a l'any 1984 a la universitat de Moscou.

## Característiques
- Dimensions de la placa: 240 x 280 mm
- Longitud de paraula: 16 bit
- Espai d'adreces: 32K-paraules (64KB)
- Grandària de la RAM: 4K-paraules (8KB)
- Nombre d'instruccions: 81
- Velocitat: 250.000 operacions per segon
- Capacitat de coma flotant de 32 bits
- Quantitat de xips VLSI: 5